# Protyligmagon kanga
Protyligmagon kanga är en mångfotingart som beskrevs av Hoffman 2005. Protyligmagon kanga ingår i släktet Protyligmagon och familjen Gomphodesmidae. Inga underarter finns listade i Catalogue of Life.